# Паламиди

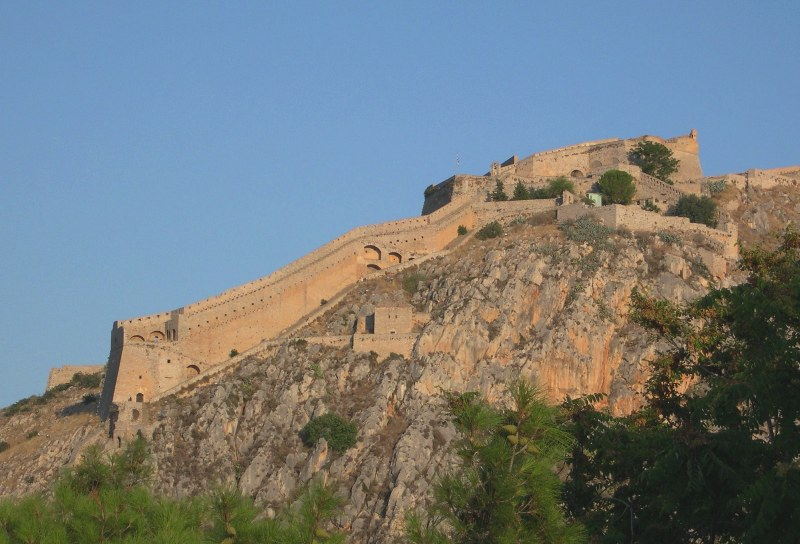
Крепость Паламиди.

Палами́ди (греч. Παλαμήδι) — крепость в Нафплионе, построенная венецианцами в 1687 году. Строительство крепости началось после того, как венецианцы отбили холм (высота 216 м) у турок во время венецианско-турецкой войны. К крепости ведёт 921 ступенька.
Крепостное сооружение Паламиди было идеей Августина Сагредо, построено за короткий период 1711—1714 гг. по проектам французских инженеров Giaxich и La Salle. Крепость состоит из восьми самостоятельных бастионов, которые сообщались между собой и имели кладовые, цистерны и вооружение. Бастионы сначала были названы венецианскими именами, такими как Морозини и Сагредо, позже — турецкими и под конец — греческими. Первый бастион с запада называется Робер (Дениз Дапья). Поднимаясь на восток, можно увидеть бастионы в следующей очередности. Сначала большой бастион Святого Андрея. С его северной стороны находится бастион Леонида (Тобрак Дапья) и далее — Мильтиад (Базирьян Дапья), где есть центральный вход в крепость и где заканчивается современная дорога. На востоке расположены бастионы Ахиллеса (Юрус Дарья), откуда турки в 1715 году захватили Паламиди, оттуда же в 1822 году накануне праздника Святого Андре в него вторглись греки во главе со Стайкосом Стайкопулосом. Последний бастион, Фокиона, был построен в период турецкого владычества и не являлся частью венецианских фортификаций.
Во время греческой революции 1821 года турки заняли крепость, однако 30 ноября 1822 года греки выбили агрессоров из Паламиди.
После революции Паламиди служила тюрьмой, в которую в 1833 году был заключен Теодорос Колокотронис и был освобожден 11 месяцев спустя по приказу короля Оттона. В 1910 году Кайзер Вильгельм осмотрел крепость.